# الحكم بن أبي العاص
الحكم بن أبي العاص الأموي العبشمي القرشي الكناني صحابي شهد حجة الوداع، هو والد الخليفة الأموي مروان بن الحكم وعم الخليفة الثالث عثمان بن عفان.

## نسبه
- هو: الحكم بن أبي العاص بن أمية بن عبد شمس بن عبد مناف بن قصي بن كلاب بن مرة بن كعب بن لؤي بن غالب بن فهر بن مالك بن قريش بن كنانة بن خزيمة بن مدركة بن إلياس بن مُضَر الأموي العبشمي القرشي الكناني.[1]
- أمه هي: رقية بنت الحارث بن عُبَيد بن عُمَر بن مخزوم بن يقظة بن مرة بن كعب المخزومية القرشية الكنانية.[2]

## مكانته
موضع جدل: وصفه النبي بأنه «رجل لعين»، فعن أبي إمامة بن سهل بن حنيف، عن عبد الله بن عمرو بن العاص قال: «كنا جلوساً عند النبي ﷺ وقد ذهب عمرو بن العاص يلبس ثيابه ليحلقني، فقال: ونحن عنده ليدخلن عليكم رجل لعين، فوالله ما زلت وجلاً أتشوف داخلاً وخارجاً حتى دخل فلان يعني الحكم». وقال شمس الدين الذهبي: «وقد وردت أحاديث منكرة في لعنه، لا يجوز الاحتجاج بها، وليس له في الجملة خصوص من الصحبة بل عمومها»، وقال ابن حجر العسقلاني: «وقد وردت أحاديث في لعن الحكم والد مروان وما ولد. أخرجها الطبراني وغيره؛ غالبها فيه مقال، وبعضها جيد، ولعل المراد تخصيص الغلمة المذكورين بذلك».

## زوجاته وأولاده
قال مصعب الزبيري كان للحكم بن أبي العاص ستة زوجات وعشرين ولداً من الذكور وأحد عشراً بنتاً وهُمَ:
- أمنة بنت علقمة بن صفوان بن أمية الكنانية وولدت له: عثمان الأكبر، والحارث الأكبر، ومروان، وعبد الرحمن، وصالح، وأم البنين بنت الحكم.
- مليكة بنت أوفى بن خارجة بن سنان الغطفانية وولدت له: عثمان الأصغر، وأبان، ويحيى، وحبيب، وعمرو، وأم يحيى، وأم شيبة، وأم عثمان، وزينب بنت الحكم.
- أم النعمان بنت الحارث بن أنس بن أبي عمرو الثقفية وولدت له: عمرو، وأوس، والنُعَمان، وأم أبان، وأمامة، وأم عمرو بنت الحكم.
- أم عبيد الله بنت منبه بن شبيل بن العجلان الثقفية وولدت له: عبيد الله، وداود، والحارث الأصغر، والحكم، وعبد الله، وأم الحكم.
- البعيثة بنت أبي هاشم بن عُتَبة بن ربيعة العبشمية القرشية وولدت له: يوسف بن الحكم.
- أم ولد لا يعرف اسمها وولدت له: خالد بن الحكم، وأمة الرحمن بنت الحكم، وأم مسلم بنت الحكم.